# Klaas Vermeulen
Klaas Vermeulen, född den 4 mars 1988 i Utrecht, Nederländerna, är en nederländsk landhockeyspelare.
Han tog OS-silver i herrarnas landhockeyturnering i samband med de olympiska landhockeytävlingarna 2012 i London.